# Michael Hunter
Michael Hunter (* 10. Juli 1988 in Van Nuys, Kalifornien) ist ein US-amerikanischer Profiboxer im Schwergewicht.
Er ist der Sohn des ehemaligen Profiboxers Mike Hunter.

## Amateurlaufbahn
Michael Hunter kämpfte zu Beginn seiner Karriere im Superschwergewicht (+ 91 kg). Er erreichte 2006 den zweiten Platz bei den Golden Gloves und einen dritten Platz bei den Junioren-Weltmeisterschaften in Agadir, als er erst im Halbfinale gegen Cristian Ciocan ausgeschieden war.
2007 gewann er die US-Meisterschaften und die US-Olympiaqualifikation. Bei den Weltmeisterschaften 2007 in Chicago besiegte er Andy Ruiz, Kurban Günebakan und Jasem Delavari, ehe er im Viertelfinale gegen Islam Timursijew unterlag.
Im März 2008 nahm er an der ersten amerikanischen Olympiaqualifikation in Port of Spain teil, wo er Óscar Rivas und Clayton Laurent schlagen konnte, aber im entscheidenden letzten Kampf an Robert Alfonso scheiterte. Bei der zweiten amerikanischen Olympiaqualifikation im April 2008 in Guatemala-Stadt konnte er Didier Bence besiegen, schied aber im Anschluss gegen José Payares aus.
2009 gewann er erneut die US-Meisterschaften, verlor dann aber seinen Vorrundenkampf bei den Weltmeisterschaften 2009 in Mailand gegen Roberto Cammarelle.
Im Anschluss wechselte Hunter in das Schwergewicht (-91 kg). 2011 gewann er die Golden Gloves und die US-Olympiaqualifikation, sowie 2012 die US-Meisterschaften.
Bei den Olympischen Spielen 2012 in London unterlag er im ersten Kampf gegen Artur Beterbijew.

### Länderkämpfe
- Februar 2009 gegen Irland: Sieg gegen Anthony Crampton[16]
- Februar 2008 gegen Russland: Siege gegen Denis Sergejew und Schamil Gadschijew[17]
- Mai 2007 gegen Kanada: ein Sieg und eine Niederlage gegen Didier Bence[18]
- November 2006 gegen England: Niederlage gegen Tyson Fury[19]

## Profilaufbahn
Michael Hunter stand bei Matchroom Boxing USA unter Vertrag und wird oder wurde unter anderem von Kenny Crooms und Hasim Rahman trainiert. Sein Profidebüt gewann er am 9. März 2013. Bis 2017 blieb er in zwölf Kämpfen ungeschlagen und gewann dabei am 13. Mai 2016 gegen den ebenfalls unbesiegten Isiah Thomas auch den Nordamerika-Titel der NABO.
Am 8. April 2017 boxte er gegen Oleksandr Ussyk um den WBO-Weltmeistertitel im Cruisergewicht, verlor jedoch einstimmig nach Punkten.
Hunter boxte anschließend im Schwergewicht und blieb 2018 in vier Kämpfen unbesiegt. Er gewann dabei am 13. Oktober 2018 gegen Martin Bakole den Titel IBO-Intercontinental sowie am 24. November 2018 gegen Alexander Ustinow den Titel WBA-International. Im Mai 2019 schlug er in einer Titelverteidigung Fabio Maldonado.
Am 13. September 2019 besiegte er auch Sergei Kusmin beim Kampf um den Titel WBA-Intercontinental. Gegen Alexander Powetkin erreichte er am 7. Dezember 2019 ein Unentschieden.
Am 3. August 2021 besiegte er Mike Wilson beim Kampf um den Titel WBA-Continental.

## Profi-Bilanz
| 24 Siege (17 K.-o.-Siege), 1 Niederlagen, 2 Unentschieden |                    |                           |                                                   |                                                                                     |
| Profikampf                                                | Datum              | Gegner                    | Veranstaltungsort                                 | Ergebnis                                                                            |
| 1                                                         | 9. März 2013       | Chad Davis                | Celebrity Theater, Phoenix                        | TKO-Sieg 3. Runde / 4 Runden                                                        |
| 2                                                         | 30. August 2013    | Francisco Mireles         | Four Points Sheraton Hotel, San Diego             | KO-Sieg 1. Runde / 4 Runden                                                         |
| 3                                                         | 24. Januar 2014    | Gary Tapusoa              | Little Creek Casino Resort, Shelton               | TKO-Sieg 1. Runde / 4 Runden                                                        |
| 4                                                         | 3. April 2014      | Rodney Hernandez          | Fantasy Springs Casino, Indio                     | Punktsieg (einstimmig) / 6 Runden                                                   |
| 5                                                         | 21. Juni 2014      | Jerry Forrest             | StubHub Center, Carson                            | Punktsieg (einstimmig) / 8 Runden                                                   |
| 6                                                         | 22. August 2014    | Harvey Jolly              | Pechanga Resort & Casino, Temecula                | TKO-Sieg 4. Runde / 6 Runden                                                        |
| 7                                                         | 5. Februar 2015    | Avery Gibson              | The Hangar, Costa Mesa                            | Punktsieg (einstimmig) / 8 Runden                                                   |
| 8                                                         | 20. Juni 2015      | Deon Elam                 | MGM Grand, Grand Garden Arena, Las Vegas          | TKO-Sieg 4. Runde / 6 Runden                                                        |
| 9                                                         | 25. Juli 2015      | Mike Bissett              | Palms Casino and Resort, Pearl Theater, Las Vegas | TKO-Sieg 1. Runde / 8 Runden                                                        |
| 10                                                        | 13. Oktober 2015   | Jason Douglas             | Little Creek Casino Resort, Shelton               | TKO-Sieg 4. Runde / 10 Runden                                                       |
| 11                                                        | 27. Februar 2016   | Phil Williams             | Honda Center, Anaheim                             | KO-Sieg 1. Runde / 8 Runden                                                         |
| 12                                                        | 13. Mai 2016       | Isiah Thomas              | Sam’s Town Hotel & Gambling Hall, Las Vegas       | Punktsieg (einstimmig) / 10 Runden WBO NABO Cruiserweight-Titelkampf                |
| 13                                                        | 8. April 2017      | Oleksandr Ussyk           | MGM National Harbor, Oxon Hill                    | Punktniederlage (einstimmig) / 12 Runden WBO World Cruiserweight-Titelkampf         |
| 14                                                        | 21. April 2018     | Terrell Jamal Woods       | International Plaza, Biloxi                       | Punktsieg (einstimmig) / 6 Runden                                                   |
| 15                                                        | 10. Juni 2018      | Iago Kiladze              | Pioneer Event Center, Lancaster                   | KO-Sieg 5. Runde / 10 Runden                                                        |
| 16                                                        | 13. Oktober 2018   | Martin Bakole             | York Hall, Bethnal Green, London                  | TKO-Sieg 10. Runde / 10 Runden IBO Interkontinentaler Schwergewichts-Titelkampf     |
| 17                                                        | 24. November 2018  | Alexander Ustinow         | Casino de Monte Carlo Salle Medecin, Monte Carlo  | TKO-Sieg 9. Runde / 12 Runden WBA Internationaler Schwergewichts-Titelkampf         |
| 18                                                        | 25. Mai 2019       | Fabio Maldonado           | MGM National Harbor, Oxon Hill                    | TKO-Sieg 2. Runde / 12 Runden WBA Internationaler Schwergewichts-Titelkampf         |
| 19                                                        | 13. September 2019 | Sergei Kusmin             | Madison Square Garden Theater, New York City      | Punktsieg (einstimmig) / 12 Runden WBA Interkontinentaler Schwergewichts-Titelkampf |
| 20                                                        | 7. Dezember 2019   | Alexander Powetkin        | Diriyah Arena, Dirʿiyya                           | Unentschieden (geteilte Entscheidung) / 12 Runden                                   |
| 21                                                        | 18. Dezember 2020  | Shawn Laughery            | Galveston Island Convention Center, Galveston     | KO-Sieg 4. Runde / 10 Runden                                                        |
| 22                                                        | 3. August 2021     | Mike Wilson               | Madison Square Garden Theater, New York           | TKO-Sieg 4. Runde / 10 Runden WBA Continental Americas Titelkampf                   |
| 23                                                        | 2. Dezember 2021   | Jerry Forrest             | Hammerstein Ballroom, New York                    | Unentschieden / 10 Runden                                                           |
| 24                                                        | 30. September 2023 | Miguel Cubos              | Tlajomulco de Zúñiga, Mexiko                      | Sieg / TKO 2. Runde                                                                 |
| 25                                                        | 23. März 2024      | Ignacio Esparza           | Zapopan, Mexiko                                   | Sieg / TKO 5. Runde                                                                 |
| 26                                                        | 7. Juni 2024       | Cassius Chaney            | Hard Rock Hotel and Casino, Hollywood             | Punktsieg (einstimmig) / 10 Runden                                                  |
| 27                                                        | 8. Dezember 2024   | Christian Larrondo Garcia | Tlaquepaque, Mexiko                               | Sieg / TKO 5. Runde                                                                 |
| 28                                                        | 22. Februar 2025   | TBA                       | Las Vegas                                         | Ausstehend                                                                          |
| Quelle: Michael Hunter in der BoxRec-Datenbank            |                    |                           |                                                   |                                                                                     |